# Duitse eenwording

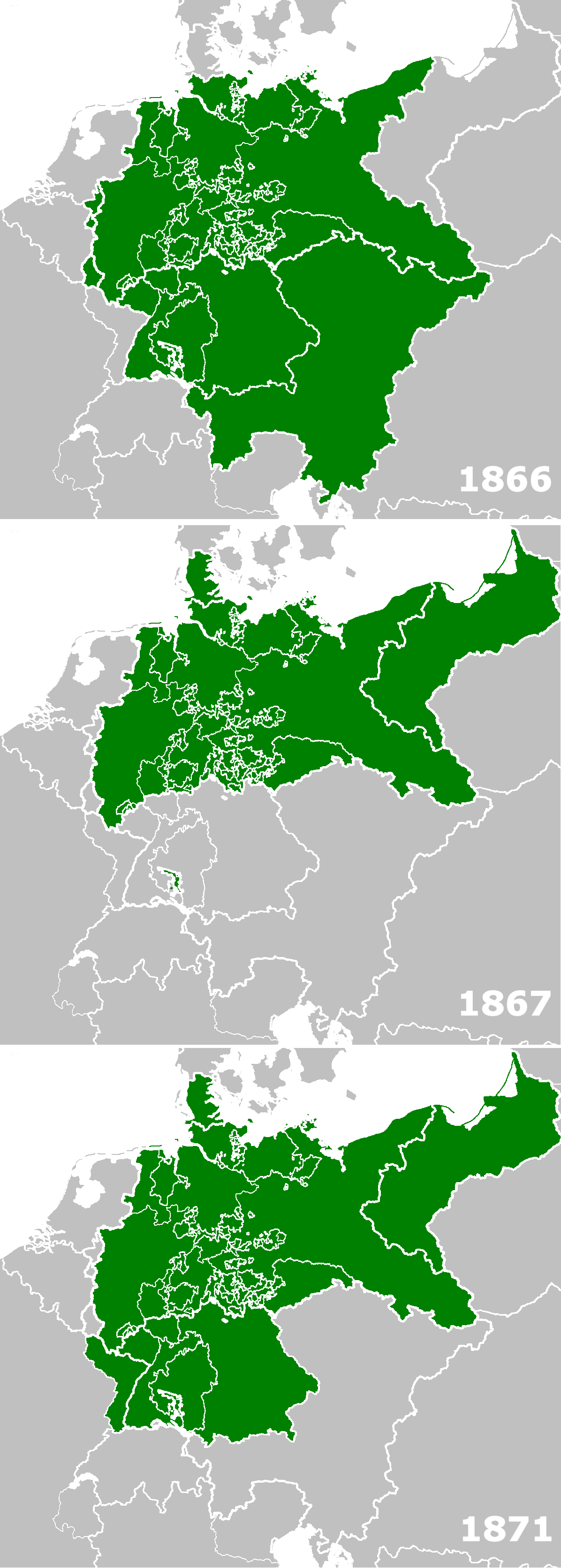
De Duitse Bond, Noord-Duitse Bond en het Duitse Keizerrijk

Met de Duitse eenwording wordt in de eerste plaats gedoeld op het ontstaan in 1871 van het Duitse Keizerrijk uit de voordien vele onafhankelijke en semi-onafhankelijke staten en staatjes van de Duitse Bond.

## Aanloop
Het streven naar de Duitse eenwording dateerde al van eerder. Belangrijke momenten die de aanzet vormden waren de Rede an die deutsche Nation uit 1807/'08 van Fichte tijdens de napoleontische bezetting en het Eerste Wartburgfest in 1817.
In 1848 was er even paniek: in Pruisen begon de Maartrevolutie. Deze zette echter niet door en werd snel neergeslagen door de autoriteiten. Aan het begin van de mislukte revolutie vond de oprichting van het Frankfurter Parlement plaats. Dit parlement presenteerde een verenigd Duitsland op een dienblad aan de Pruisische koning. Deze weigerde echter: eenwording zou geschieden op de voorwaarden van Pruisen.
De eenwording kwam er, zij het een paar decennia later. Eerst moest een aantal obstakels overwonnen worden. Het belangrijkste daarvan was de reactie van de andere landen op een verenigd Duitsland. Het Congres van Wenen had namelijk een verenigd Duitsland willen voorkomen. Dat zou namelijk te sterk zijn en het machtsevenwicht in gevaar brengen.

## Duitstalig Centraal-Europa in de vroege negentiende eeuw

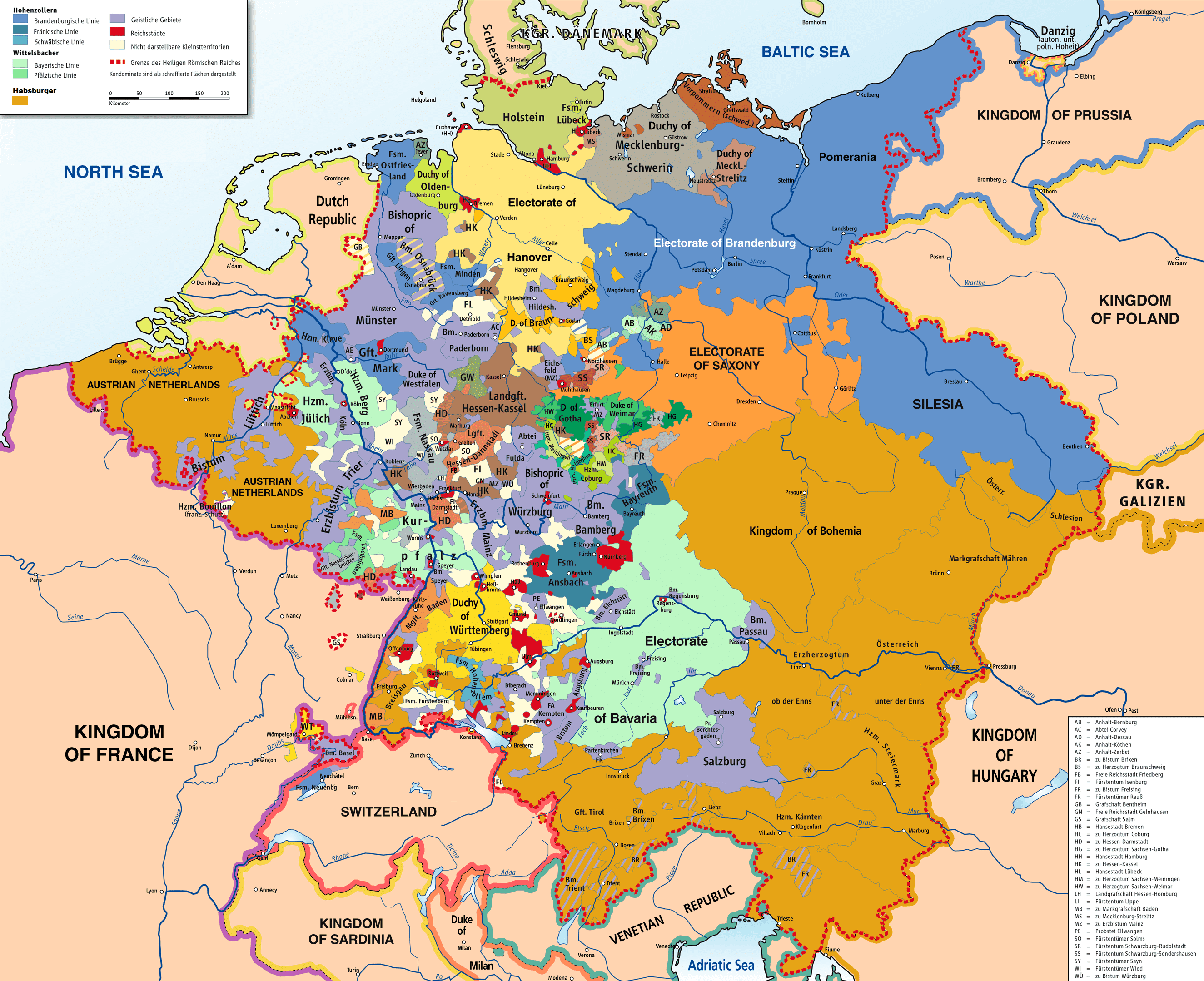
Kaart van het Heilige Roomse Rijk in 1789. Het land wordt gedomineerd door de Habsburgse monarchie (oranje) en het koninkrijk Pruisen (blauw). Daarnaast zijn er nog een groot aantal kleinere staten, waarvan een aantal te klein zijn om op de kaart weer te geven

Voor 1803 omvatte het Duitstalige Centraal-Europa meer dan 300 politieke entiteiten, waarvan de meesten deel waren van het Heilige Roomse Rijk of de Habsburgse erflanden. De verschillen in grootte tussen deze landen was enorm. Zo waren er complexe gebieden van de adellijke familie Hohenlohe of grotere landen zoals het keurvorstendom Beieren en het koninkrijk Pruisen. Er waren ook vele vrije rijkssteden die ook varieerden in oppervlakte en invloed. Zo was er het machtige Augsburg en het onbeduidende Weil der Stadt. Er waren ook kerkelijke gebieden zoals het rijke abdijvorstendom Reichnau en het machtige aartsbisdom Keulen. En er waren ook landen met een dynastie zoals het hertogdom Württemberg. Deze gebieden maakten allen deel uit van het Heilige Roomse Rijk, hoewel van de Habsburgse monarchie en Pruisen er ook delen van het land buiten het Heilige Roomse Rijk vielen. Op een bepaald moment waren er zelfs meer dan 1.000 politieke entiteiten. Sinds de 15e eeuw werd, op enkele uitzonderingen na, een keizer gekozen uit het huis Habsburg. De Duitssprekende staten werkten vaak samen en er werden kreitsen opgericht waardoor staten vaak militaire bescherming kregen en economisch samen werkten.
Het rijk verloor de Tweede Coalitieoorlog (1799-1802) tegen de troepen van Napoleon Bonaparte. Na de Vrede van Lunéville (1801) en de mediatisering van 1803 werden de kerkelijke gebieden geseculariseerd en werden de meeste vrije rijkssteden afgeschaft. De steden werden opgenomen in dynastieke staten, vooral het groothertogdom Baden en het koninkrijk Württemberg profiteerden hiervan. Na de Slag bij Austerlitz en de daaropvolgende Vrede van Presburg kwam er een einde aan het Heilige Roomse Rijk. Napoleon richtte de Rijnbond op als vazalstaat van Frankrijk. 

### Opkomst Duitse nationalisme onder het napoleontische systeem
Onder de hegemonie van het Franse keizerrijk (1804/1814) vierde het Duitse nationalisme hoogtij. Het feit dat men in de vele staten wel dezelfde taal sprak droeg ertoe bij dat men een Duitse natie wenste. Nadat vele Duitse slachtoffers vielen bij de invasie van Rusland in 1812 en ook het continentaal stelsel van Napoleon nefast was voor de economie, wilden velen Duitsers zich bevrijden van het Franse juk. In oktober 1813 werd de grootste veldslag van de negentiende eeuw uitgevochten in de Slag bij Leipzig. De Franse macht ten oosten van de Rijn kwam hiermee ten einde. Twee jaar later werd Napoleon helemaal verslagen in de Slag bij Waterloo, een van de bevelhebbers aan de winnende zijde was de Pruisische generaal von Blücher.

### Reorganisatie van Centraal-Europa
Na de nederlaag van Napoleon werd het Congres van Wenen gehouden om een nieuw Europees diplomatiek systeem te creëren op basis van machtsevenwicht. Er kwam een Duitse Bond, een statenbond met Frankfurt am Main als hoofdstad waar de Bondsdag plaatsvond. Het keizerrijk Oostenrijk dat altijd een toonaangevende macht was geweest in het Heilige Roomse Rijk kreeg nu duchtige concurrentie van Pruisen dat zich al vaak uitgebreid had en nu ook een grote speler werd.

## Economische samenwerking
De Zollverein was een belangrijk verbond wat leidde tot de Duitse eenwording. Het tolverbond begon in 1818 tussen Pruisen en de gebieden van Hohenzollern-Sigmaringen en Hohenzollern-Hechingen. Andere staten sloten zich op een later tijdstip aan bij de unie. Protectionistische barrières tussen de staten werden zo verminderd en het transport werd verbeterd. Dit was belangrijk voor de opkomende industriële centra in het Rijnland, het Saar- en Ruhrgebied. Staten die ver van de zee lagen sloten zich al snel aan bij de tolunie, omdat ze anders haast geen toegang hadden tot internationale markten. Tegen 1836 hadden alle staten ten zuiden van Pruisen zich aangesloten, behalve Oostenrijk, dat wel over een kustlijn beschikte.
De kuststaten hadden al tolvrije toegang tot de zee en kozen er daarom voor om niet toe te treden tot de Zollverein. Het koninkrijk Hannover en het hertogdom Brunswijk vormden in 1834 hun eigen Steuerverein, waar het groothertogdom Oldenburg zich in 1836 bij aansloot. Brunswijk wisselde in 1842 om naar de Zollverein en Hannover en Oldenburg uiteindelijk in 1854. Na de Oostenrijks-Pruisische Oorlog van 1866 werden Sleeswijk, Holstein, Lauenburg geannexeerd door Pruisen waardoor ze ook binnen de Zollverein vielen. Mecklenburg-Strelitz, Mecklenburg-Schwerin werden pas in 1867 lid en de vrije steden Hamburg en Bremen pas in 1888. 

### Wegen en spoorwegen
In het begin van de negentiende eeuw was het wegennetwerk in Duitsland erg slecht. In 1816 was er 3.800 km verharde weg. Sinds de uitvinding van macadam liep dit op naar 16.600 km in 1852. rond 1820 deed de stoomboot zijn intrede, waardoor het omslachtige systeem van mensen of paarden die de boot vooruit sleepten verdween. Er werden kanalen uitgegraven waardoor er veel scheepvaart mogelijk was.
De beste vooruitgang was echter de trein. Aanvankelijk was niet iedereen hier voorstander van. De Pruisische koning Frederik Willem III zag er geen heil in dat hij enkele uren sneller van Berlijn naar Potsdam kon reizen en Metternich weigerde er zelfs in te reizen. De Bayerische Ludwigseisenbahn was de eerste spoorwegmaatschappij in het latere Duitsland en verbond Neurenberg en Fürth in 1835. Hoewel de spoorlijn slechts 6 km lang was en enkel overdag reed bleek deze toch populair en winstgevend. Vijf jaar later was er al 462 km spoorwegen en in 1860 11.157. In 1850 werden drie keer zoveel goederen vervoerd per schip als per spoor, in 1870 was de situatie omgekeerd en vervoerden de spoorwegen vier keer zoveel. Sommige afgelegen gebieden kregen pas aan het einde van de negentiende eeuw een spoorweg, maar het overgrote deel van de bevolking beschikte reeds in 1865 over spoorwegen in de buurt.

## Eerste pogingen voor eenwording
Tijdens de Maartrevolutie in 1848 kwam het Duitse eenheidsgevoel nog meer tot stand. Er werd gevraagd voor het vormen van een parlement dat een grondwet kon schrijven. Vele linkse revolutionairen wilden algemeen kiesrecht, een permanent nationaal parlement, in plaats van de Bondsdag die er nu in Frankfurt was, met een verenigd Duitsland onder leiding van de Pruisische koning. Dit leek het meest logische omdat Pruisen de sterkste Duitse staat was en het grootst in oppervlakte. Centrumrechtse revolutionairen wilden een uitgebreider kiesrecht en een losse statenunie. Zij dwongen het Pruisische drieklassenkiesrecht af.
Op 27 maart 1849 nam het Frankfurter Parlement de Grondwet van de Pauluskerk aan en bood de keizerstitel aan de Pruisische koning Frederik Willem IV aan. Hij weigerde deze echter. Publiek zei hij dat hij geen kroon kon accepteren zonder de toestemming van de prinsen. Echter vreesde hij oppositie van de Duitse prinsen en een militaire tussenkomst van Oostenrijk of Rusland. Uiteindelijk werd de grondwet niet doorgevoerd.

### Unie van Erfurt en vernedering van Olmütz
Onder invloed van generaal Joseph von Radowitz steunde Frederik Willem IV de Unie van Erfurt, een federatie van Duitse staten, waarvan Oostenrijk uitgesloten werd. Oostenrijk en Rusland dwongen Pruisen echter om dit idee op te geven en in 1850 gingen Frederik Willem IV en Joseph Radowitz ermee akkoord de Duitse Bond onder leiding van Oostenrijk te herstellen, wat bekend werd als het Verdrag van Olmütz, hoewel het door de Pruisen meestal de Vernedering van Olmütz wordt genoemd.
Op het Congres van Wenen in 1815 was bepaald dat er vier grootmachten waren, zijnde Groot-Brittannië, Frankrijk, Rusland en Oostenrijk. De oprichting van een Duitse en Italiaanse natie zorgde dan voor problemen. Er rezen ook de vragen over hoe groot het verenigde Duitsland zou zijn. Er was de Klein-Duitse richting, waar de Duitse staten verenigd werden onder het leiderschap van het huis Hohenzollern en de Groot-Duitse richting onder leiding van het huis Habsburg. De grootste problemen waren dus de machtsverhoudingen tussen de koninklijke huizen en het feit dat Oostenrijk een land was met vele etnische minderheden, wat in de klein-Duitse richting niet het geval was.

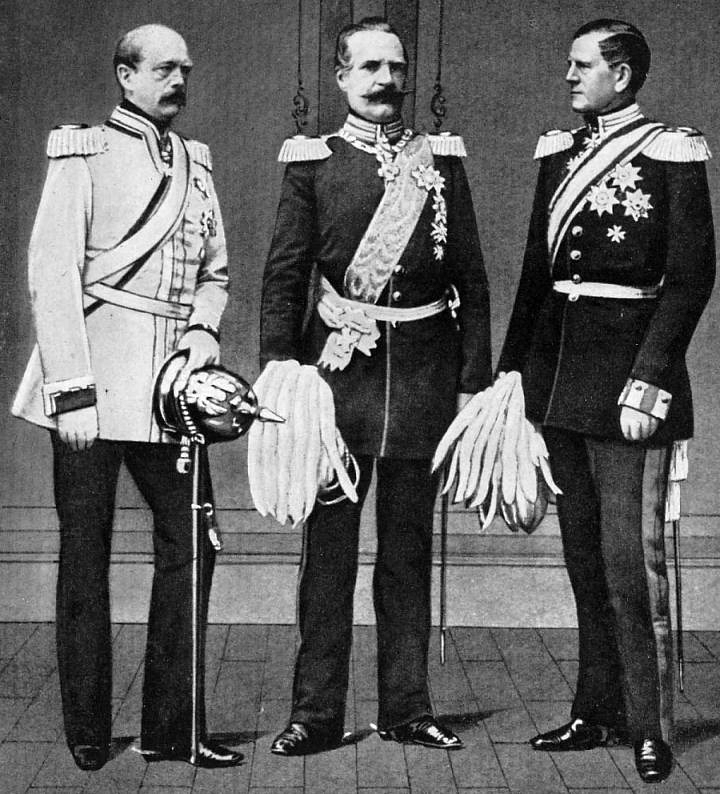
Bismark, von Roon en von Moltke maakten van Pruisen een van de machtigste Europese staten

Nadat Frederik Willem IV in 1857 een beroerte kreeg was hij niet langer in staat te regeren. Zijn jongere broer Wilhelm werd prins-regent in 1858. Een jaar eerder was Helmuth von Moltke chef geworden van de generale staf en Albrecht von Roon werd in 1859 minister van Oorlog. Deze machtswissel zou belangrijke gevolgen hebben. Von Roon en Wilhelm begonnen het Pruisische leger te reorganiseren terwijl Moltke zich bezig hield met de strategische defensie. De legerhervormingen zorgden voor een constitutionele crisis in 1860 omdat zowel het parlement als Wilhelm, via zijn oorlogsminister, het budget wilden beheren. Wilhelm werd in 1861 tot koning gekroond en hij duidde in 1862 Otto von Bismarck aan als minister-president van Pruisen. Bismarck beslechtte de crisis in het voordeel van de oorlogsminister.
De Krimoorlog en de Tweede Italiaanse Onafhankelijkheidsoorlog zorgde voor verstoorde relaties tussen Groot-Brittannië, Frankrijk, Oostenrijk en Rusland. Bismarck zorgde met zijn diplomatie ervoor dat Pruisen steeds machtiger werd. Dit werd bekend als de realpolitik. Volgens Bismarck "moest eenheid niet door compromissen bereikt worden; dat was een fout van 1848 geweest. Eenheid moest bereikt worden door bloed en ijzer (Blut und Eisen)." Met andere woorden: eenheid maar niet door onderling overleg maar door geweld en dwang van de sterkste. Bismarck zelf was een conservatief en een overtuigd Duits nationalist. Hij geloofde niet in een revolutie voor eenwording, maar in een eenwording van 'boven'. Hij zou de Duitsers zo nationalistisch maken als hij maar kon en dit gebruiken als middel voor de eenwording. Hij liet bijvoorbeeld standbeelden neerzetten van oude Germaanse helden en creëerde gezamenlijke vijanden.

## Oprichten van een verenigde staat

### Sleeswijk-Holsteinse kwestie

Denemarken en de hertogdommen Sleeswijk (oranje) en Holstein (geel).

Het eerste obstakel in het verenigen van Duitsland was de Sleeswijk-Holsteinse kwestie. Koning Christiaan IX van Denemarken werd op 15 november 1863 koning van Denemarken en hertog van het hertogdom Sleeswijk en het hertogdom Holstein. Drie dagen later verklaarde hij dat het hertogdom Sleeswijk bij Denemarken ingelijfd werd. Men zag dit als een schending van het Protocol van Londen van 1852 waarin bepaald werd dat de hertogdommen Sleeswijk en Holstein onafhankelijk waren van Denemarken. In beide hertogdommen werd voornamelijk Duits gesproken, al had Sleeswijk wel een aanzienlijke Deense minderheid. Diplomatieke pogingen om dit te herroepen mislukten en Bismarck besloot daarom samen met Oostenrijk Denemarken aan te vallen. Sleeswijk-Holstein werd ingelijfd bij Pruisen, met een Oostenrijks belang.

### Oorlog tussen Oostenrijk en Pruisen
In 1866 creëerde Bismarck een situatie waardoor Oostenrijk de oorlog aan Pruisen verklaarde, de Oostenrijks-Pruisische Oorlog. Bismarck kreeg de steun van het net verenigde Italië, dat aanspraak maakte op de Italiaanstalige gebieden in Oostenrijk.
Aangezien Oostenrijk aan twee kanten werd aangevallen en zo het leger verzwakt werd, verloor het. Een handigheid van Bismarck, die hem echter onbegrip bij de koning en de Generale Staf opleverde, was het sluiten van vrede met Oostenrijk zonder gebiedsafstand te verlangen. Dit land zou hierdoor geen wrok tegen Pruisen koesteren. Wel werden landen die de kant van Oostenrijk hadden gekozen, Nassau, Hannover, Hessen en Holstein bij Pruisen ingelijfd. Pruisen verliet de Duitse Bond en richtte de Noord-Duitse Bond op waarin zij het dominerende land waren. Oostenrijk en zijn bondgenoten maakten hier geen deel van uit. Oostenrijk vestigde nu zijn aandacht op de Balkan en maakte van Hongarije een bijna evenwaardig land waardoor de dubbelmonarchie Oostenrijk-Hongarije ontstond om zo het rijk te vrijwaren.

### Oorlog met Frankrijk

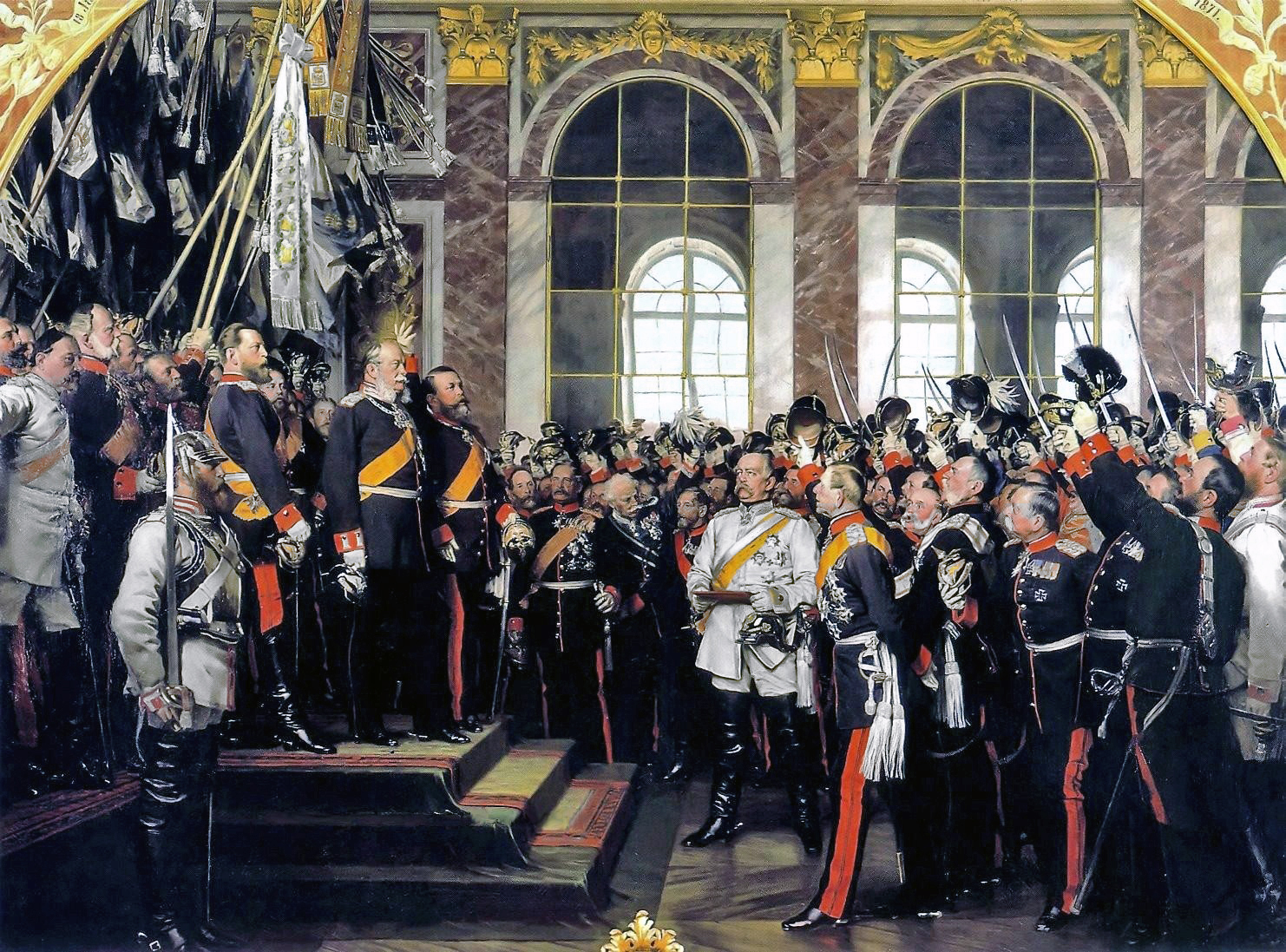
Schilderij van de proclamatie van het Duitse keizerrijk in de Spiegelzaal van Versailles. Bismarck in het wit. De groothertog van Baden staat langs keizer Wilhelm. Kroonprins Frederik, later Frederik III staat rechts van zijn vader.

Bismarck had door dat hij wat kon bereiken via zijn sterke leger, maar wilde niet zelf een land aanvallen. Hij wilde een oorlog uitlokken zodat Pruisen het slachtoffer was en de omringende Duitse staten hem zouden bijstaan.
Een vijand was snel gevonden, namelijk Frankrijk. Een reden moest hij zelf uitvinden en deed hij met behulp van de Emser Depesche. Frankrijk was ontsteld en verklaarde Pruisen de oorlog in juli 1870. Napoleon III hoopte dat Oostenrijk zich in de oorlog zou mengen en dat de Zuid-Duitse staten Baden, Württemberg en Beieren zich ook aan zijn kant zouden scharen. Echter gebeurde dit niet en in plaats van een wraakoorlog tegen Pruisen vocht Frankrijk nu tegen alle Duitse staten en hadden ze zelf geen bondgenoten. In september 1870 werd Napoleon III gevangen genomen en kwam er een einde aan zijn heerschappij en werd de Derde Franse Republiek uitgeroepen. Tijdens de belegering van Parijs werd de stad zwaar beschadigd.
Op 18 januari 1871 ontstond in de Spiegelzaal in Versailles het tweede keizerrijk Duitsland. De zuidelijke staten werden ook in het nieuwe rijk opgenomen en dit werd op 26 februari 1871 bezegeld in het Verdrag van Versailles, dat op 10 mei geratificeerd werd in de Vrede van Frankfurt, die zo formeel de oorlog beëindigde. Frankrijk moest ook de Elzas en het Duitstalige gedeelte van Lotharingen afstaan. Dit ging tegen de (behoudende) realpolitik van Bismarck in, maar omdat de meeste andere Duitse politici vonden dat Duitsland een beloning verdiende, gebeurde het toch. De Fransen zouden dit later de 'verloren provincie' noemen en het revanchisme tegen Duitsland was dus ook groot. Dit zou later een van de oorzaken van de Eerste Wereldoorlog worden.

## Politieke en administratieve vereniging
Het nieuwe Duitse keizerrijk bestond uit 25 bondslanden, waarvan drie hanzesteden, en één rijksland (Elzas-Lotharingen).
De Noord-Duitse grondwet van 1866 werd met enkele semantische aanpassingen ook de grondwet van het Duitse keizerrijk in 1871. De Rijksdag werd ingevoerd als parlement en gaf, in tegenstelling tot het Pruisische parlement, burgers vertegenwoordiging op basis van direct en gelijk kiesrecht van alle mannen die 25 jaar waren. De staten behielden ook wel hun eigen regering en zo bleven ook de koningen, groothertogen, hertogen en vorsten op hun troon tot 1918. Het leger van de kleinere landen kwam onder Pruisisch bevel, maar die van grotere landen zoals Beieren en Saksen bleven een beperkte autonomie behouden. 

## Na WO II
In de periode tussen de Tweede Wereldoorlog en 1990 kende Duitsland een nieuwe periode van verdeeldheid, waaraan pas een einde kwam toen de voormalige DDR herenigd werd met de Bondsrepubliek tot het huidige Duitsland.